# Куніцин Олексій Васильович
Олексій Васильович Куніцин (1807, с. Поріччя Тверської губернії — 7 (19) лютого 1883, Харків) — юрист, ректор Харківського університету (1839—1841, 1849—1850, 1852—1853).

## Життєпис
Народився в сім'ї священника. Закінчив Тверську духовну семінарію, потім навчався в Санкт-Петербурзькій духовній академії. У 1839 р. у складі шести вихованців академії був переведений до Санкт-Петербурзького університету для поглибленого вичення законознавства і підготовки до звання професора. Крім того, під керівництвом графа М. М. Сперанського вивчав законознавство в I відділенні імператорської канцелярії.
У 1831—1834 рр. вивчав юридичні науки в Берлінському університеті.
У 1834 р. захистив в Санкт-Петербургському університеті тези «О наследовании по закону по началам русского законодательства» та отримав ступінь доктора права. Був зарахований до II відділення імператорської канцелярії.
У 1835 р. призначений викладачем цивільного права в Харківський університет.
З 1837 р. — екстраординарний, з 1838 р. — ординарний професор на кафедрі цивільних законів Харківського університету. Викладав енциклопедію законознавства та римське право, цивільні закони Російської імперії, нетривалий час читав кримінальне право.
У 1836—1837 рр. обіймав посаду сіндіка Харківського університету, з цього ж часу був членом комісії для складання зводу університетських постанов.
У 1839—1841 рр. — ректор університету, к 1849—1850 і 1852—1853 рр. виконував обов'язки ректора. У подальшому — проректор.
У 1842—1858 рр. (з нетривалими перервами) — декан юридичного факультету, директор Педагогічного інституту.
У 1862 р. отримав звання заслуженого професора і почесного члена Харківського університету. У цьому ж році він вийшов у відставку. Залишився в Харкові, де жив у своєму будинку.
З грудня 1863 р. — почесний член Ради Харківського університету.
У 1866—1874 рр. — ординарний професор цивільного права Новоросійського університету (Одеса). Викладав цивільний судоустрій і цивільне судочинство. У 1866—1874 рр. він читав також римське право. У 1870 р. за пропозицією Куніцина Міністерство народної освіти заснувало в Новоросійському університеті кафедру цивільного судочинства.
З 13 вересня 1866 р по 21 березня 1874 р. виконував обов'язки декана юридичного факультету.
У 1873 р. пішов у відставку, але міністр освіти доручив йому читати курси цивільного і римського права в якості стороннього викладача до кінця учбового року, оскільки його ніким було замінити.
Залишивши викладацьку роботу у 1874 р., повернувся до Харкова, де пройшли останні роки його життя.

## Праці
- О правах наследства лиц женского пола. — Харьков, 1844;
- О мерах к отвращению неправосудия по русскому законодательству. — Харьков, 1859;
- О силе договора найма имущества // Журн. Мин-ва юстиции. — 1861. — № 9;
- Духовные завещания несовершеннолетних // Журн. Мин-ва юстиции. — 1861. — № 3;
- Вопросы Мейера о сервитутах // Журн. Мин-ва юстиции. — 1863. — № 9.